# Prusinowo, Hạt Gryfice
Prusinowo [pruɕiˈnɔvɔ] (tiếng Đức: Rützow) là một khu định cư ở khu hành chính của Gmina Gryfice, thuộc Hạt Gryfice, West Pomeranian Voivodeship, ở phía tây bắc Ba Lan. Nó nằm khoảng 5 kilômét (3 mi)  phía bắc Gryfice và 72 km (45 mi) về phía đông bắc của thủ đô khu vực Szczecin.
Trước năm 1637, khu vực này là một phần của Công tước Pomerania. Vào năm 1815, 1919, nó là một phần của tỉnh Pomerania. Đối với lịch sử của khu vực, xem Lịch sử của Pomerania.
Khu định cư có dân số 565 người.